# Kurz pozitivní filozofie
Kurz pozitivní filozofie (francouzsky Cours de philosophie positive) (1830–1842) je životní dílo Augusta Comteho.
Triáda myšlení člověka:
- teologické stadium (člověk se zabývá Bohem a nereálnými myšlenkami toho, co není schopný poznat)
  - Animismus
  - Polyteismus
  - Monoteismus
- metafyzické stadium – abstraktní myšlení, víru v Boha nahrazuje věda
- pozitivní stadium – pravá filozofie myšlení

Katolická církev dekretem ze dne 12. prosince 1864 zařadila Comtův Kurz pozitivní filozofie („Cours de philosophie positive") na Index zakázaných knih.